# Pont Cornelius
Pour les articles homonymes, voir Cornelius.

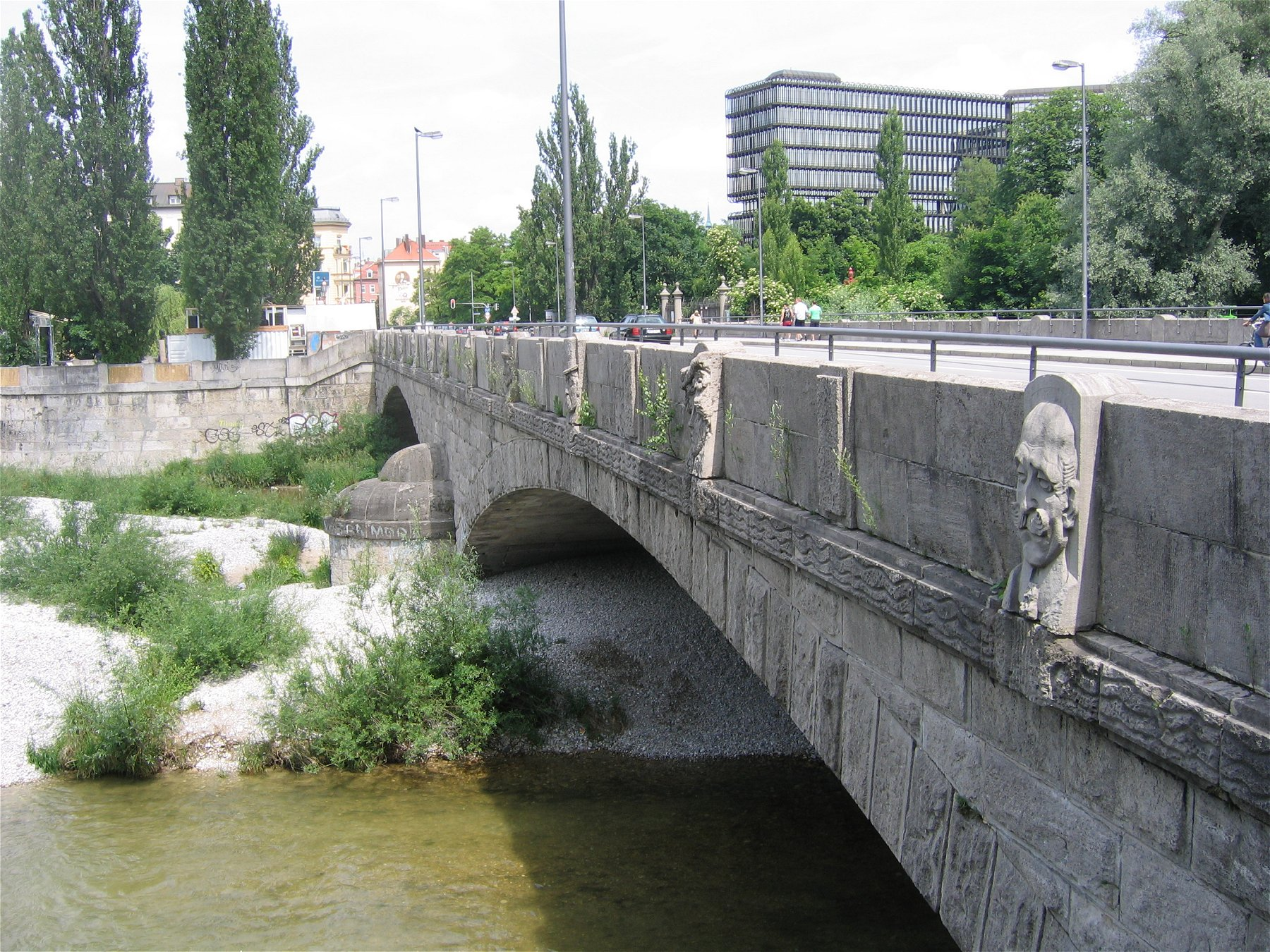
Le pont Cornelius, et l'Office européen des brevets à l'arrière-plan

Le pont Cornelius ou Corneliusbrücke est un pont en arc sur la rivière Isar à Munich. 

## Emplacement
Le pont Cornelius relie le district d'Isarvorstadt, à gauche de l'Isar, au district d'Au. Il borde l'île aux Musées sur sa rive sud. Ici se trouvait un grand monument dédié à Louis II de Bavière, dont il ne reste plus aujourd'hui qu'un buste du roi. Le reste de la statue a été fondue pendant la Seconde Guerre mondiale et le temple a été démantelé. 

## Histoire
En 1904, le pont en béton créé par Theodor Fischer est inauguré. 
Le pont est dédié à la fois au peintre Peter von Cornelius (1783-1867) et à son neveu, le compositeur et poète Peter Cornelius (1824-1874). 